# スクラッチタイル

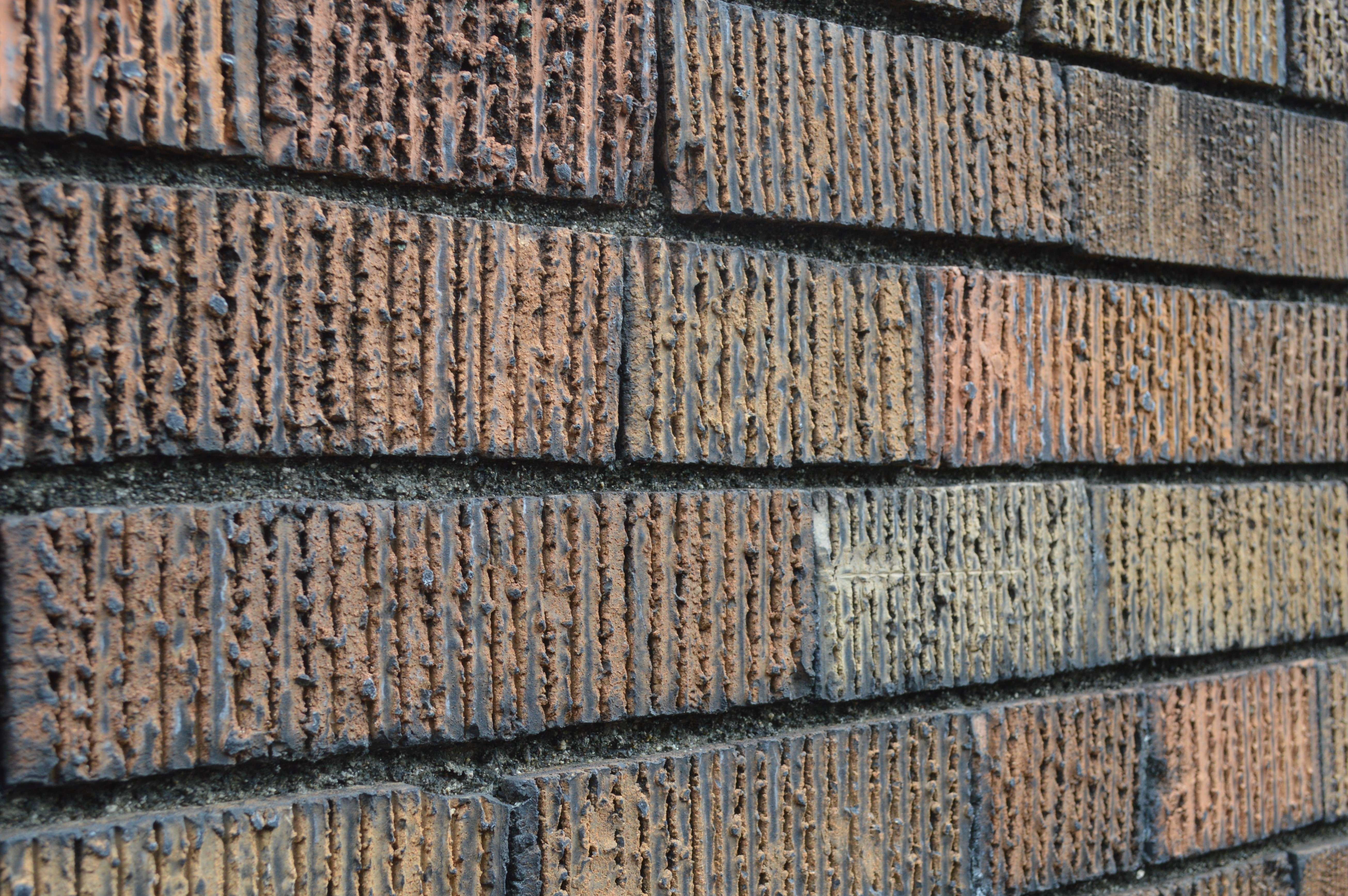
愛知県常滑市の民家の塀に用いられているスクラッチタイル

スクラッチタイルは、多数の細い溝の模様があるタイル。外壁に張る外装用タイルが多い。かつてはスダレ煉瓦（すだれれんが）とも呼ばれた。

## 特徴
釉薬を使わない（無釉）タイルであり、原料に含まれる鉄分のために赤褐色や淡黄色となる。湿式成形された表面には、突起物による多数の溝が刻まれている。光に対する反射がほとんどないため、陰影を利用した重厚感があるとされる。

## 歴史

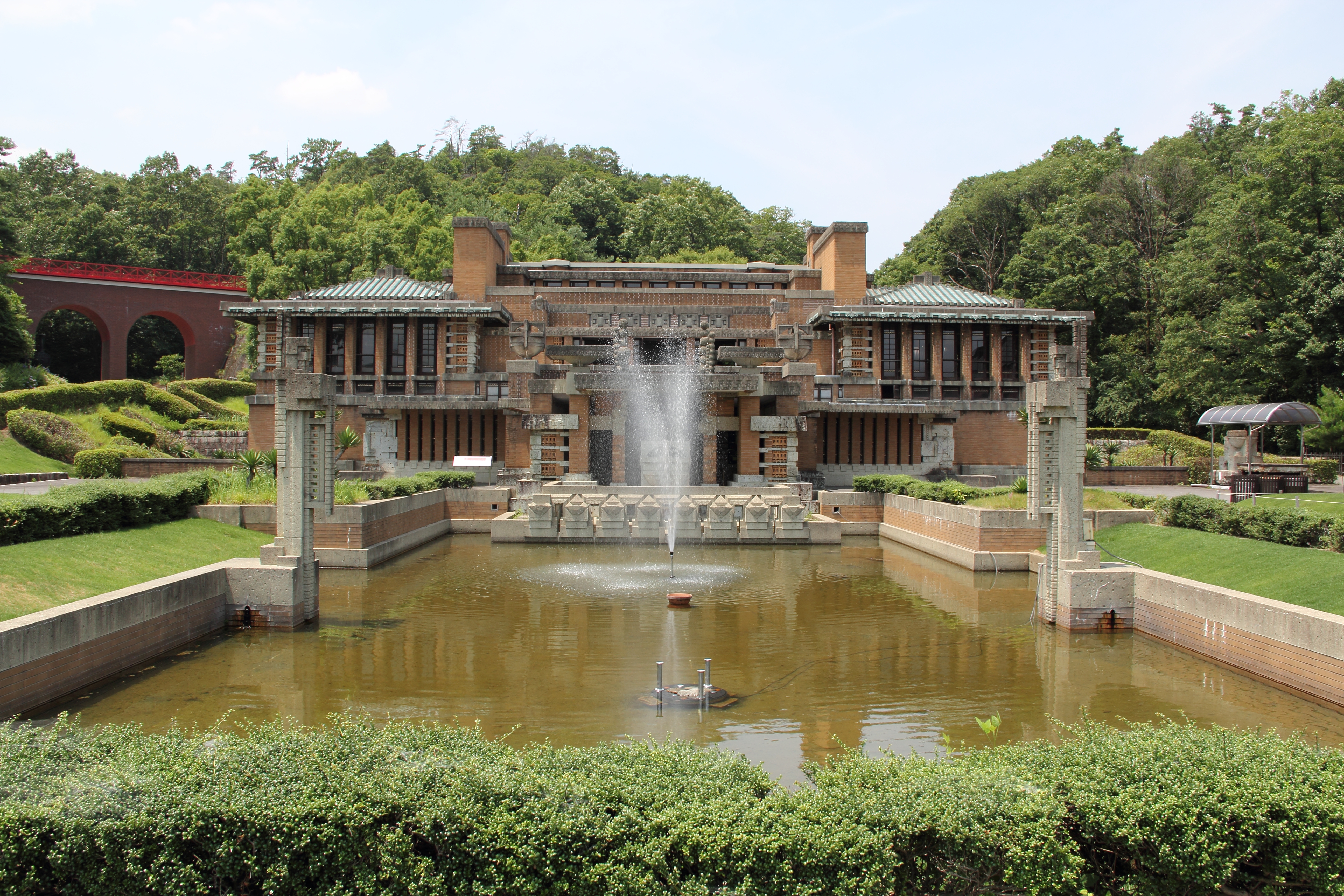
帝国ホテル旧本館

スクラッチタイルは煉瓦からタイルに変わる際の過渡期の建材である。帝国ホテル旧本館（ライト館）には煉瓦ではなく「スクラッチ煉瓦」が用いられ、世界で初めて外壁にスクラッチタイルを用いた作品とされる。1923年（大正12年）の関東大震災で帝国ホテル旧本館は無傷だったこともあり、震災復興期の建築にはスクラッチタイルが多用された。官公庁・大学施設・金融機関などの建築にスクラッチタイルが用いられ、1928年（昭和3年）から1931年（昭和6年）に流行がピークを迎えた。

## 代表的な作品

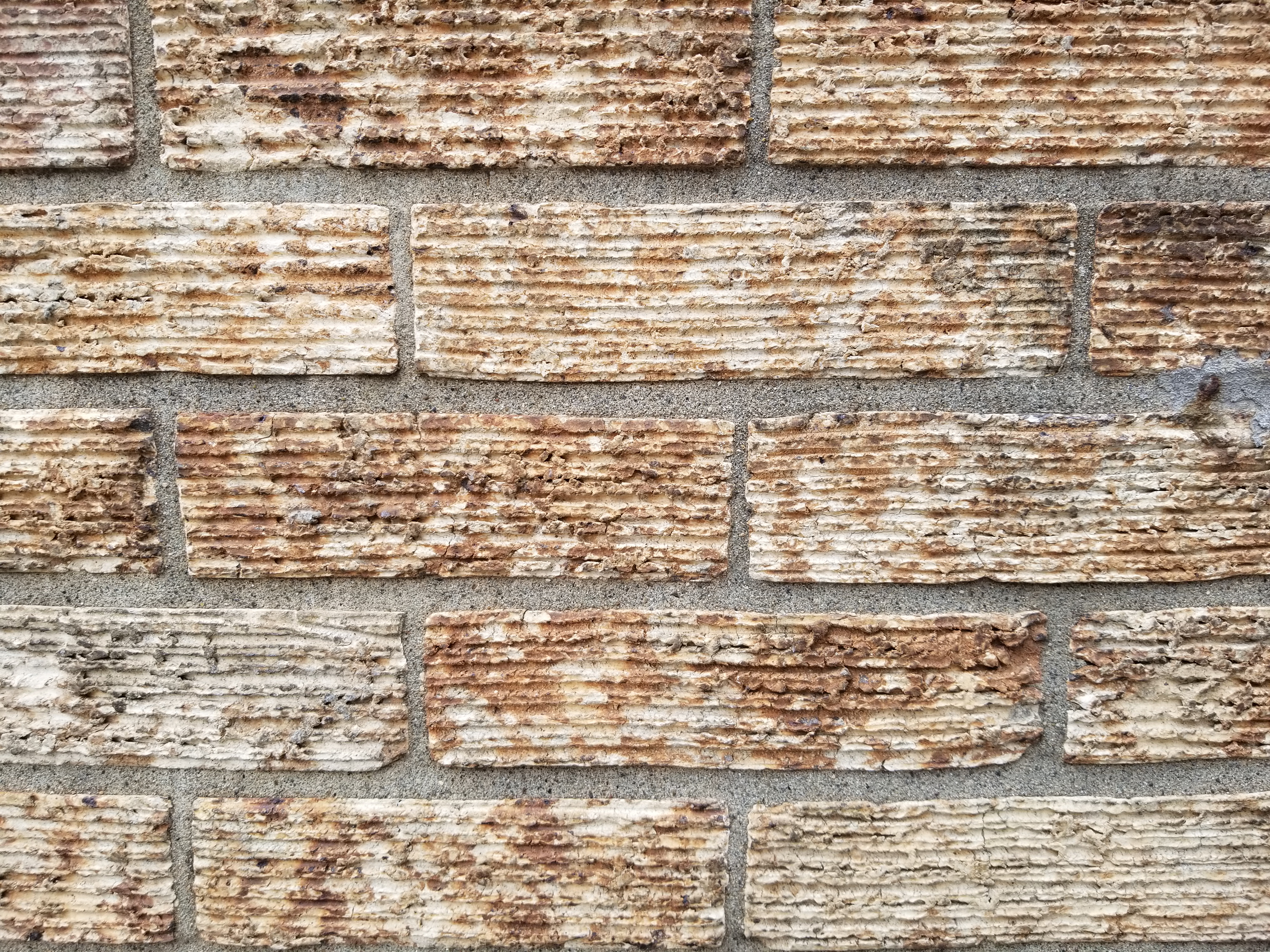
千住郵便局電話事務室の外壁に用いられているスクラッチタイル

- 帝国ホテル旧本館（ライト館） - フランク・ロイド・ライト設計。1923年（大正12年）竣工。博物館明治村に移築された玄関は登録有形文化財。
- 東京大学本郷キャンパス[5] - 東京都文京区。内田祥三設計。大正末期～昭和初期にかけて順次竣工。
- 石川県政記念しいのき迎賓館 - 石川県小松市。矢橋賢吉設計。1924年（大正13年）竣工。
- 兼松講堂 - 東京都国立市。伊東忠太設計。1927年（昭和2年）。登録有形文化財。
- 片倉館 - 長野県諏訪市。森山松之助設計。1928年（昭和3年）。重要文化財。
- 旧日本綿花横浜支店 - 神奈川県横浜市。渡辺節設計。1928年（昭和3年）竣工。横浜市指定有形文化財。
- 旧前田侯爵邸 - 東京都目黒区。高橋貞太郎設計。1929年（昭和4年）竣工。重要文化財。
- 旧芦屋郵便局電話事務室 - 兵庫県芦屋市。上浪朗設計。1929年（昭和4年）竣工。登録有形文化財。
- 横浜貿易会館 - 神奈川県横浜市。大倉土木設計。1929年（昭和4年）竣工。
- 千住郵便局電話事務室 - 東京都足立区。山田守設計。1929年（昭和4年）竣工。DOCOMOMO JAPAN選定 日本におけるモダン・ムーブメントの建築。
- 横浜海洋会館 - 神奈川県横浜市。大倉土木設計。1929年（昭和4年）竣工。
- 旧石川商銀小松支店 - 石川県小松市。辰村組設計。1930年（昭和5年）竣工。
- 生駒ビルヂング - 大阪府大阪市。宗兵蔵設計。1930年（昭和5年）竣工。登録有形文化財。
- 新港貿易会館 - 兵庫県神戸市。新港相互館設計。1930年（昭和5年）竣工。登録有形文化財。
- 姫路モノリス - 兵庫県姫路市。上浪朗設計。1930年（昭和5年）竣工。姫路市都市景観重要建築物。
- 旧大阪市立博物館 - 大阪府大阪市。陸軍第四師団経理部設計。1931年（昭和6年）竣工。
- ハヤシ百貨店 - 台湾。梅澤捨次郎設計。1932年（昭和7年）竣工。
- 岡山大学医学部研究棟 - 岡山県岡山市。1932年（昭和7年）竣工。
- 茗渓会館 - 東京都文京区。曾禰・中條建築事務所設計。1932年（昭和7年）竣工。解体済。
- 岡山大学医学部交友会サークル施設 - 岡山県岡山市。1933年（昭和8年）竣工。

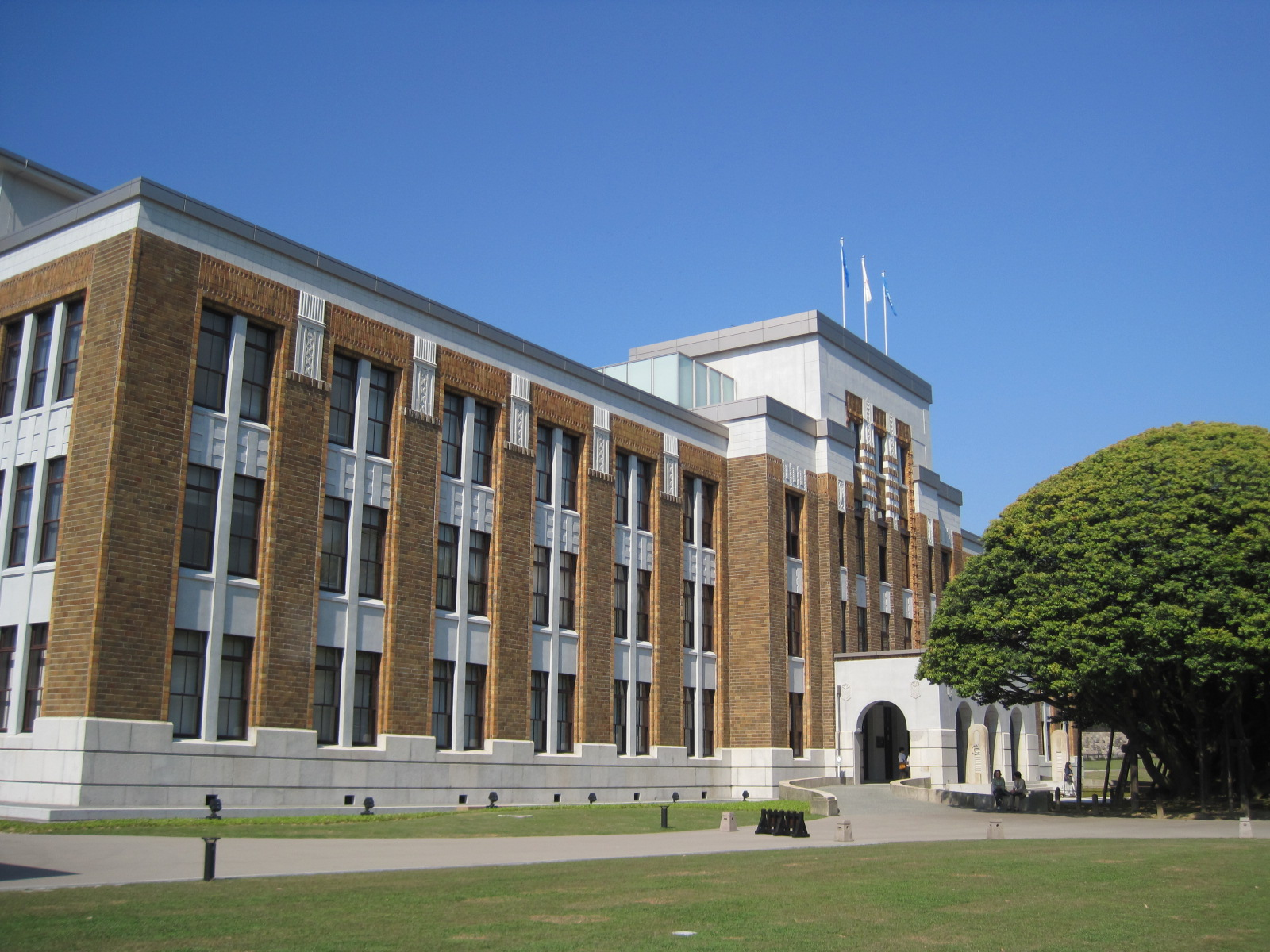
石川県政記念しいのき迎賓館
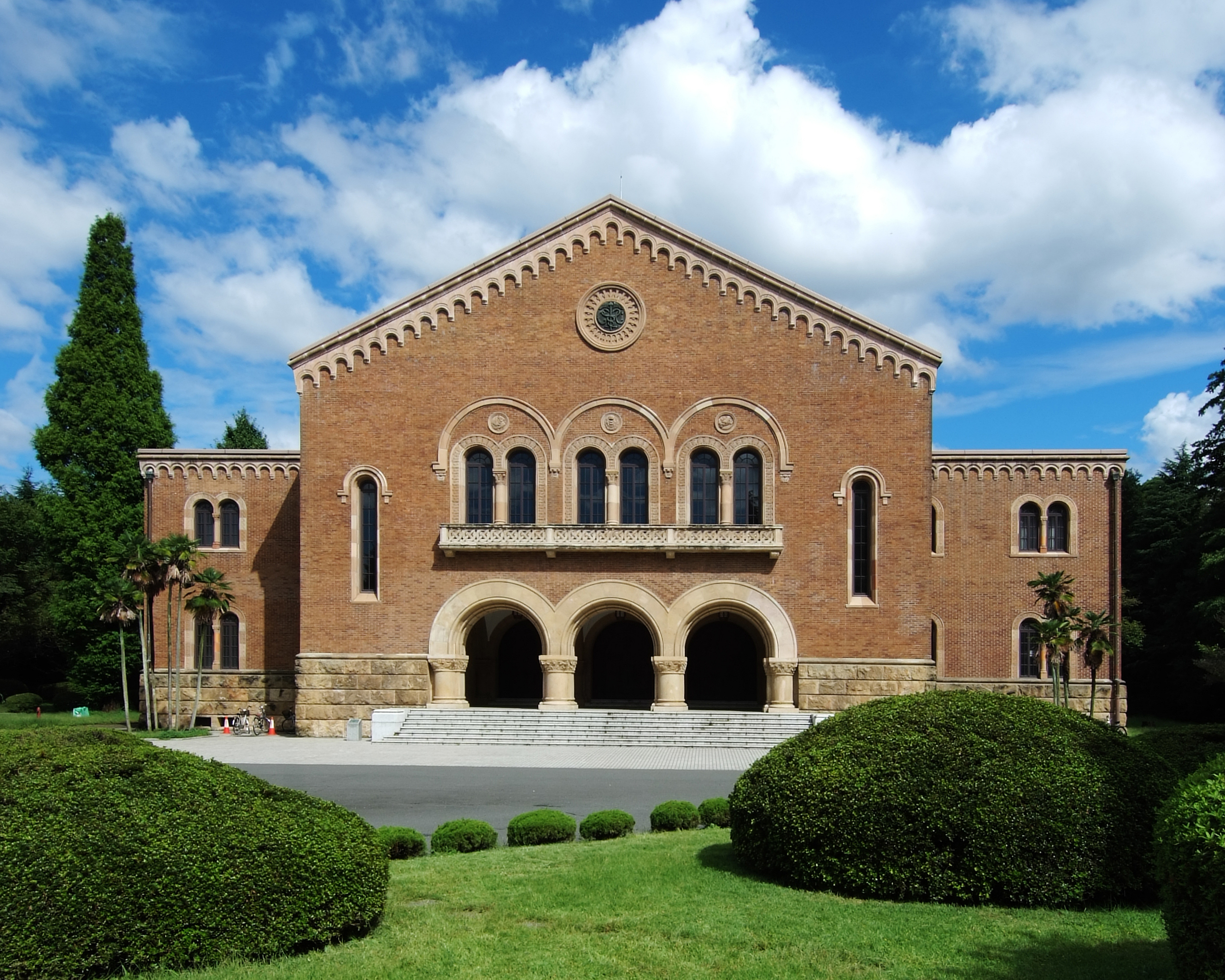
兼松講堂
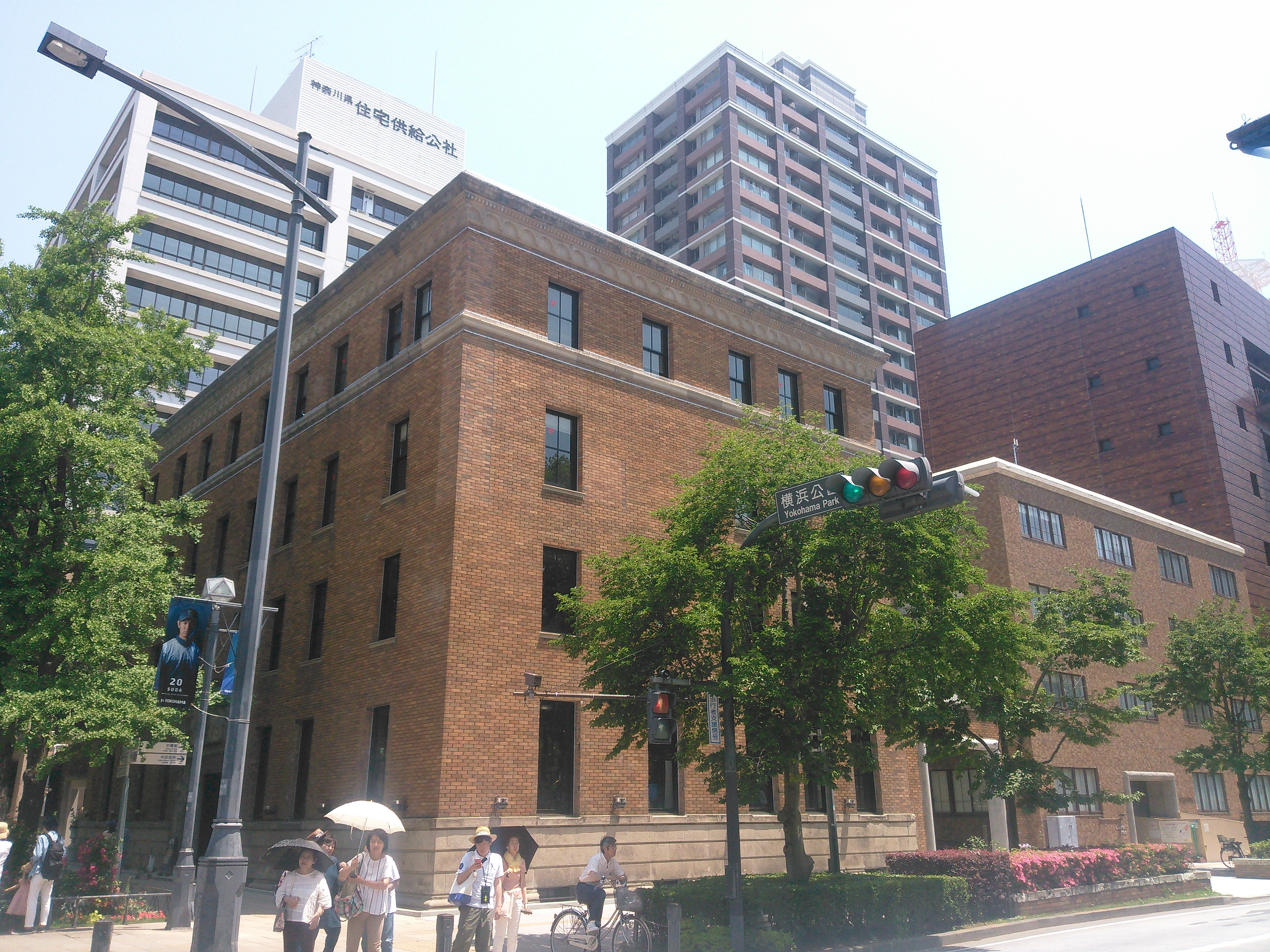
旧日本綿花横浜支店
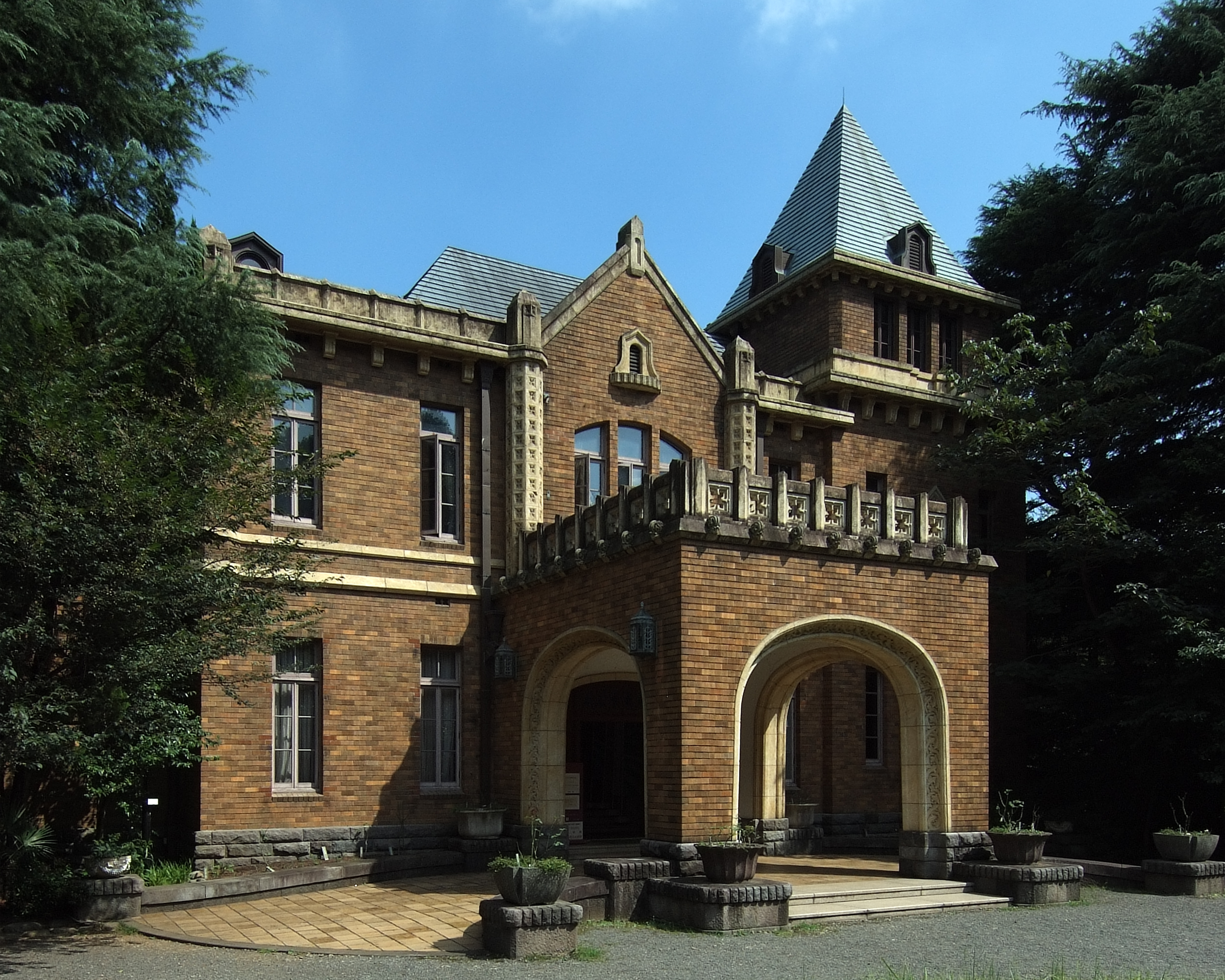
旧前田侯爵邸
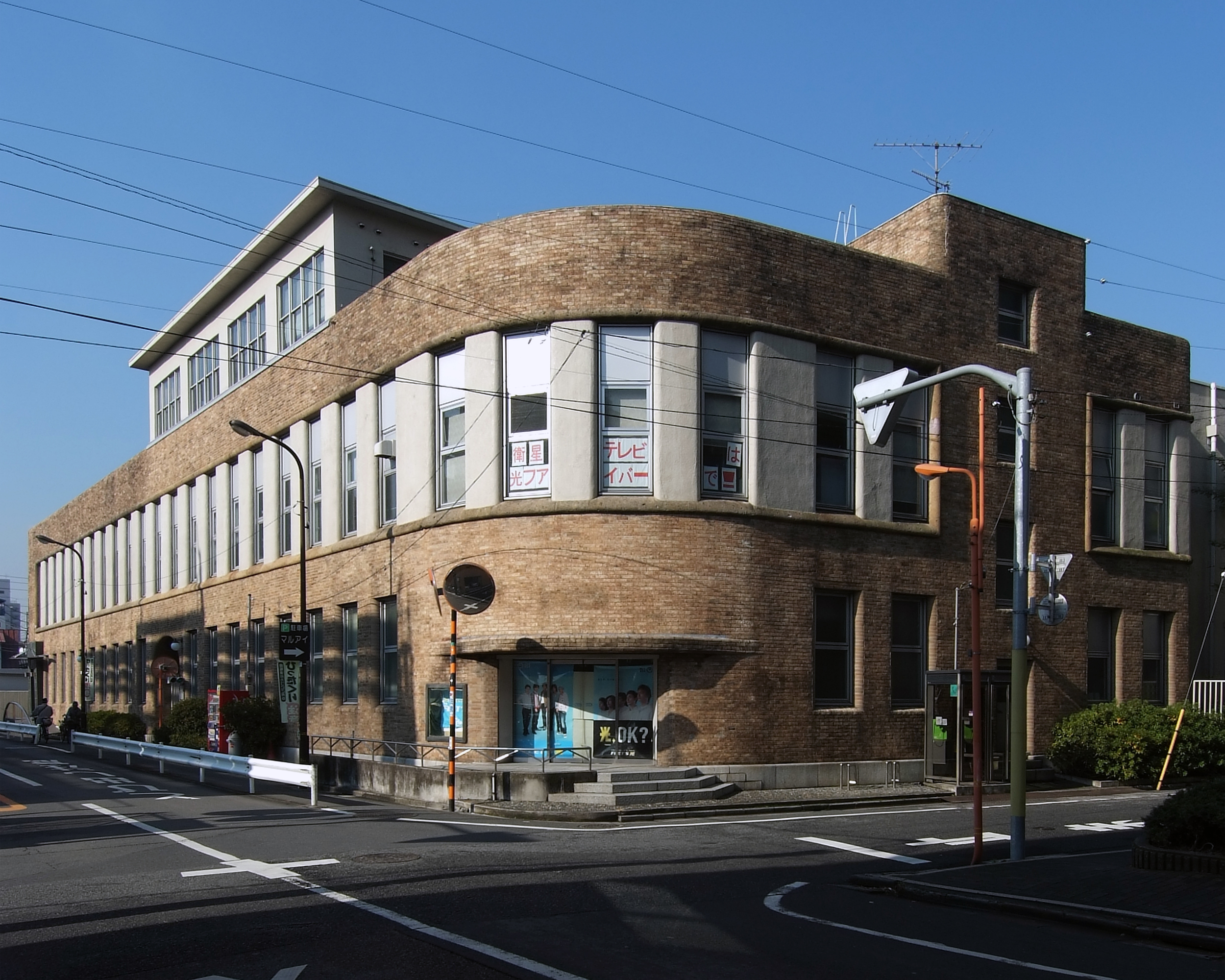
千住郵便局電話事務室
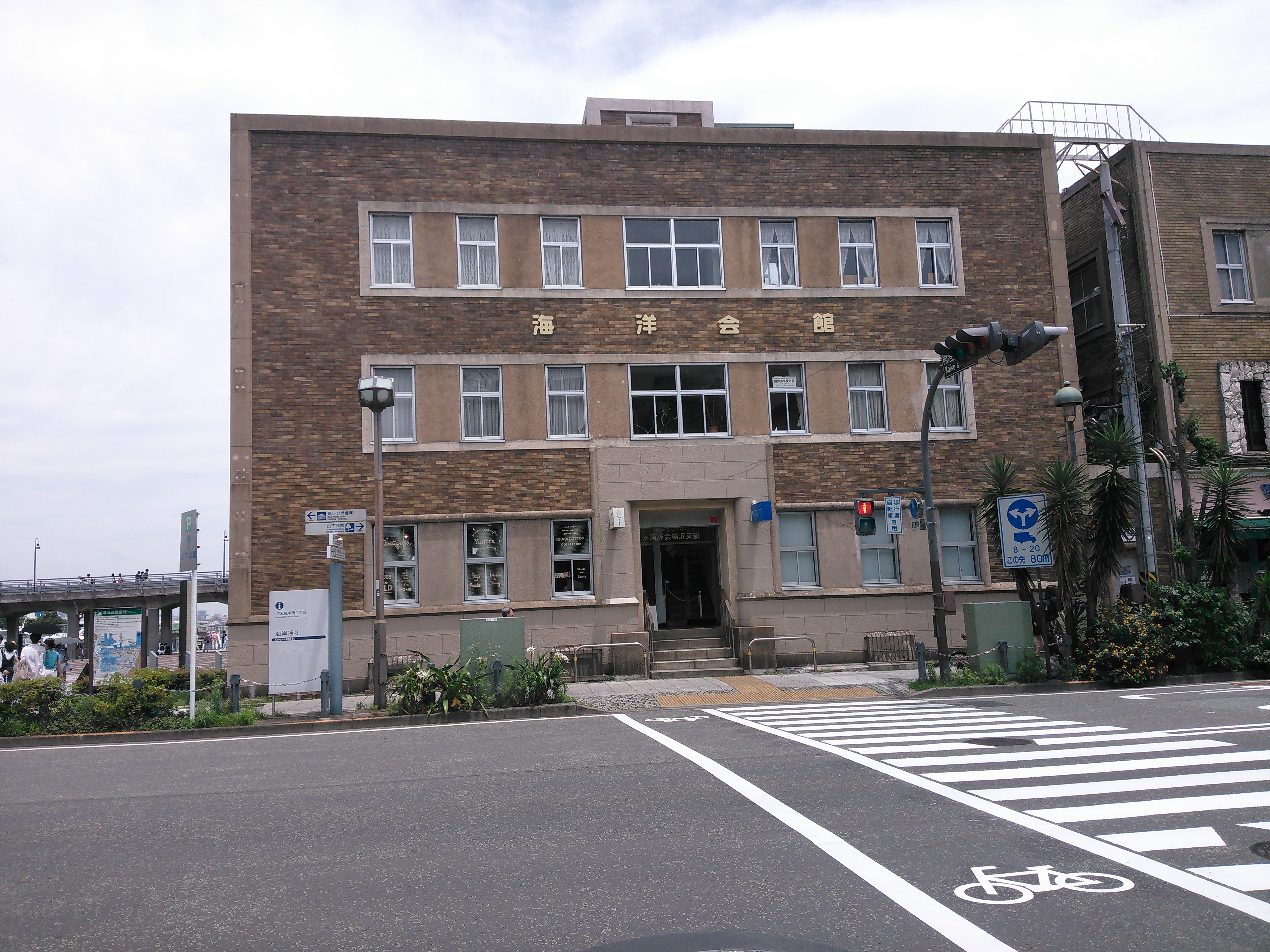
横浜海洋会館
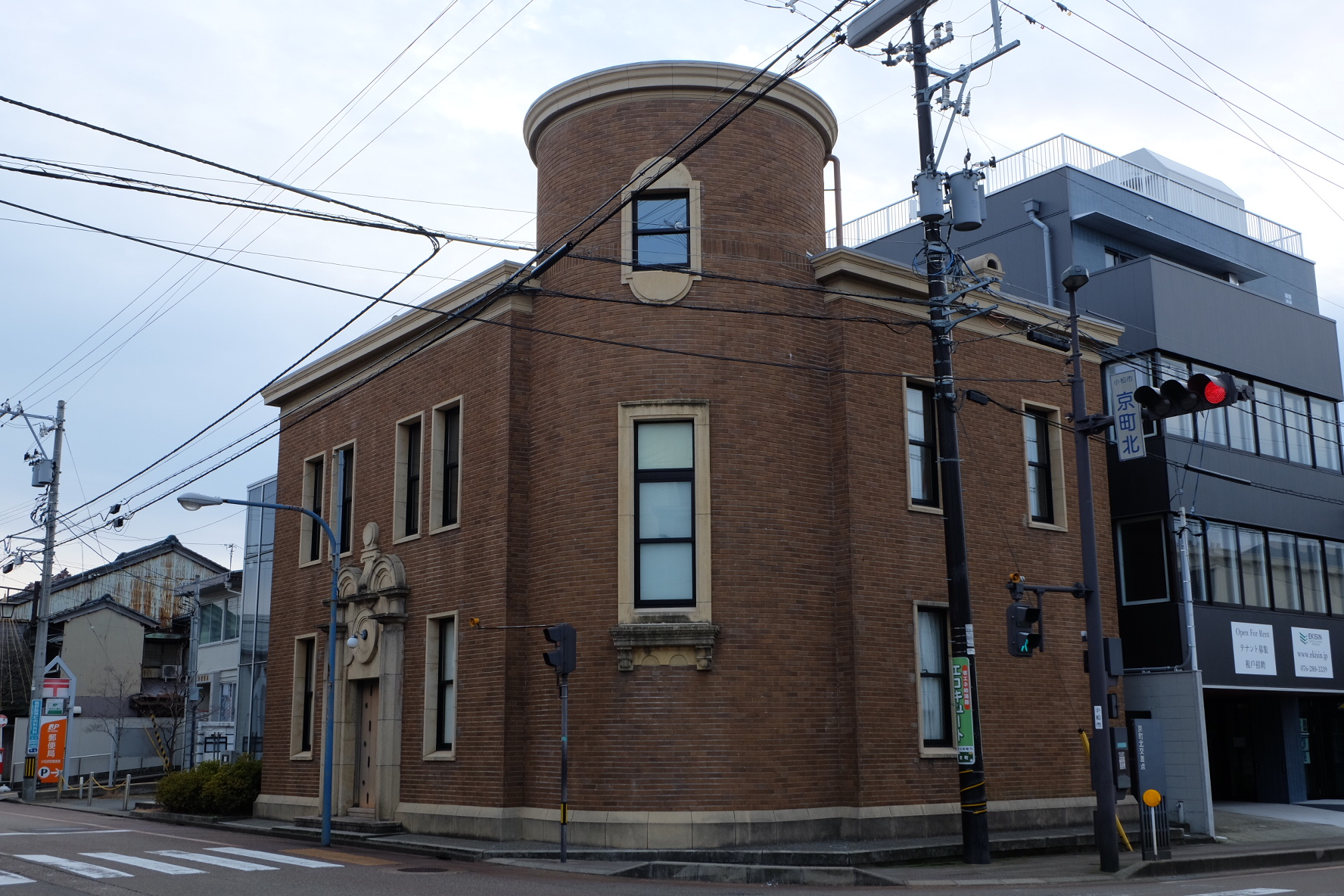
旧石川商銀小松支店
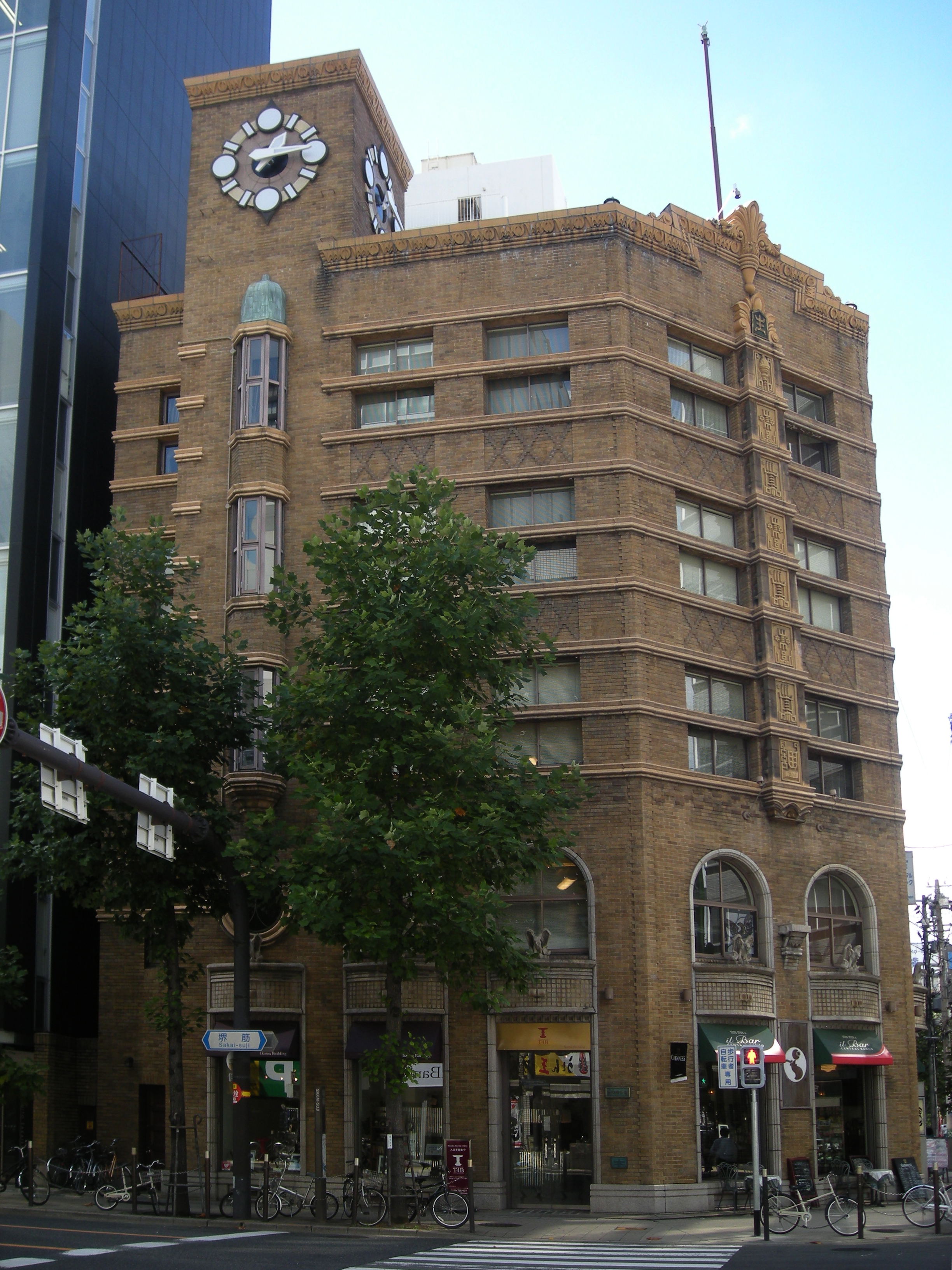
生駒ビルヂング
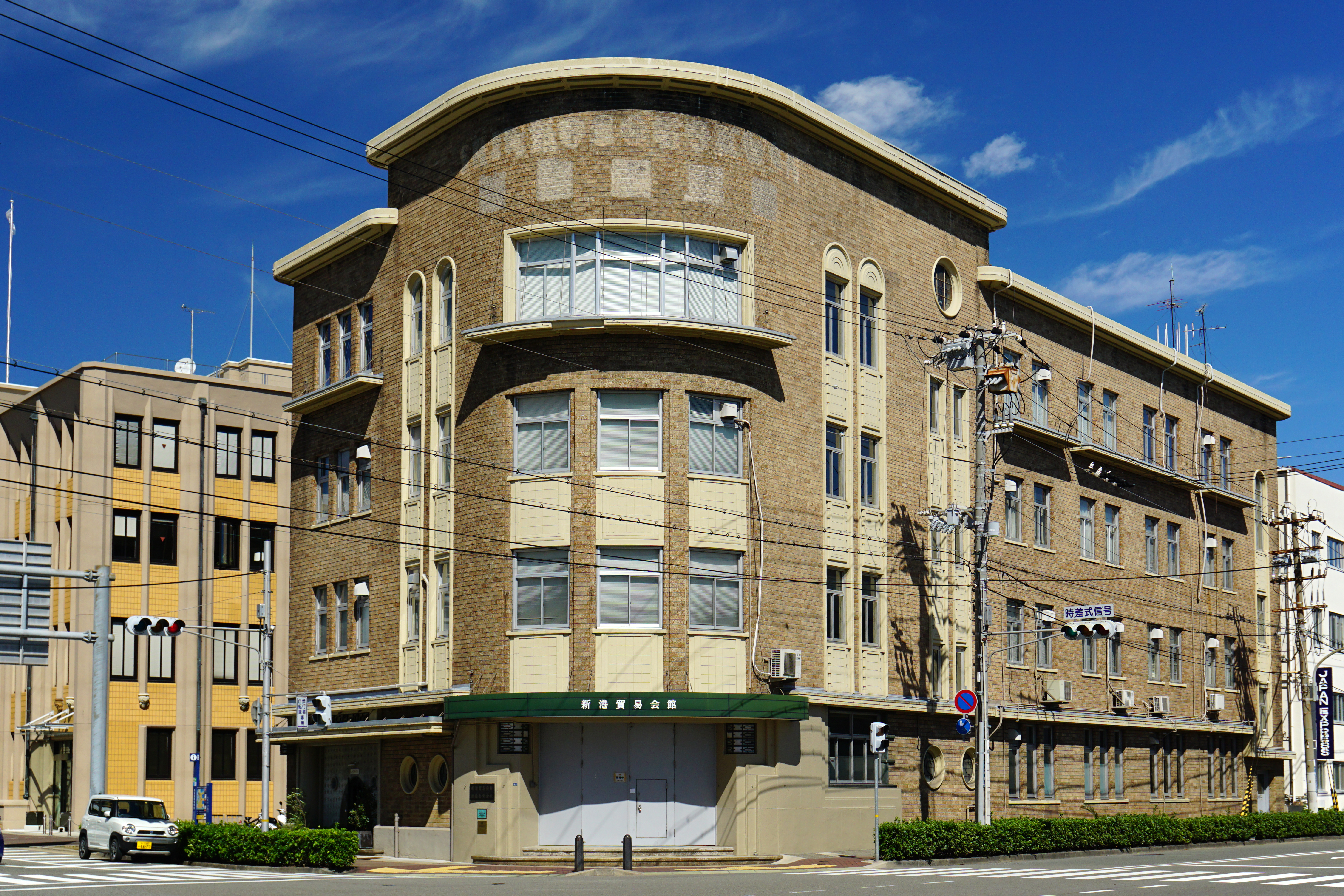
新港貿易会館
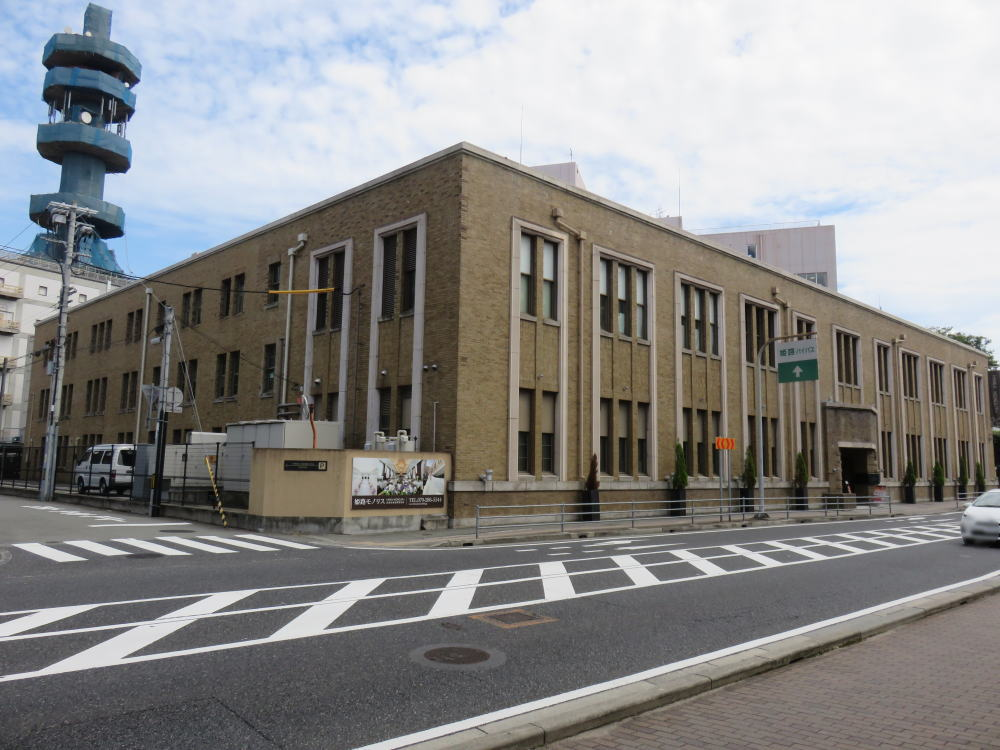
姫路モノリス
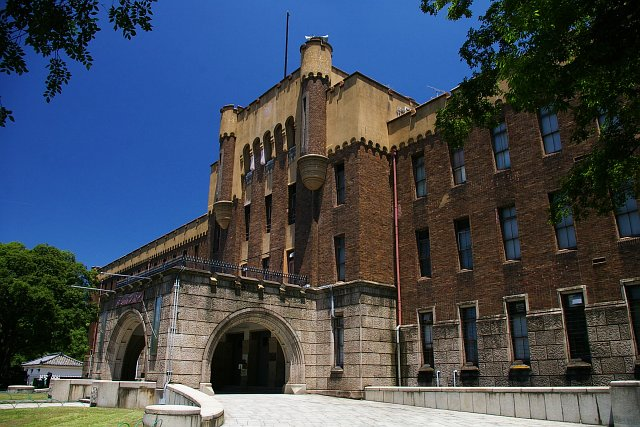
旧大阪市立博物館
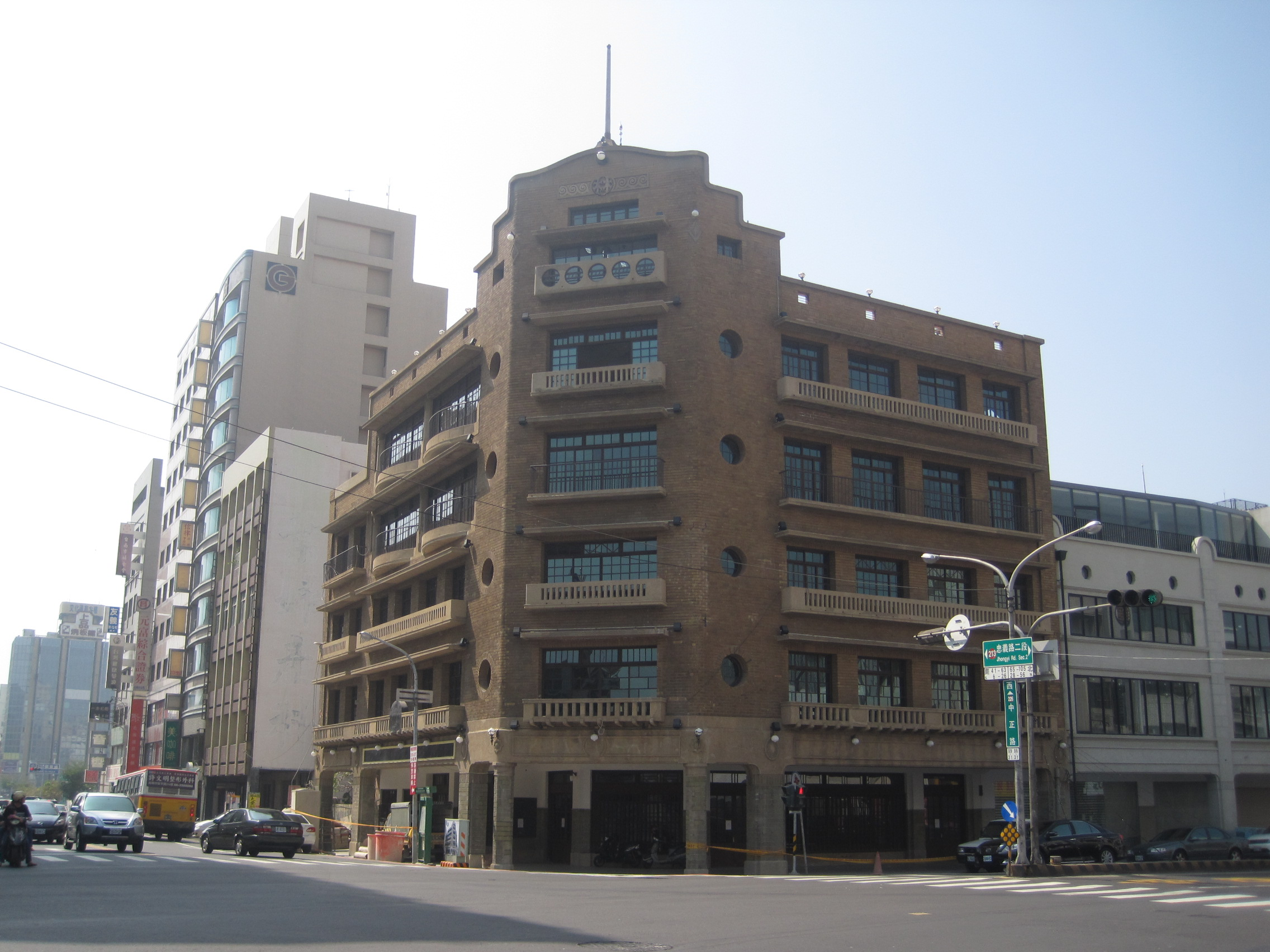
ハヤシ百貨店